# Королівський університет Белфасту
Королівський університет Белфаста (англ. Queen's University Belfast; досл. — Університет Королеви в Белфасті) — державний дослідницький університет у місті Белфаст, Північна Ірландія. Його часто називають просто Queen's, або використовують абревіатуру «QUB». Утворений 1810 року як Королівський академічний інститут Белфаста, 1845 року отримав королівську хартію й 1849 року відкрився як Королівський коледж Белфаста.
Є членом Групи провідних дослідницьких університетів Расела, Асоціації республіканських університетів, Асоціації університетів Європи, Університетів Ірландії та Університетів Об'єднаного Королівства. Університет співпрацює з двома Нобелівськими лауреатами та одним лауреатом Премії Тюрінга. Університет пропонує здобути науковий ступень з різних спеціальностей, доступно загалом понад 300 програм. Професор Паатрік Джонстон є 12-тим президентом університету та віцепрезидентом від 1 березня 2014 року, а канцлер університету Камалеш Шарма є головним секретарем Співдружності націй.

## Історія
Королівський університет Белфаста сягає своїми коренями Белфастського академічного інституту, який був заснований у 1810, вважається одним з 10 найстарших університетів Об'єднаного Королівства і зараз займає місце Королівського Белфастського академічного інституту.Теперішній університет був вперше заснований як Королівський коледж Белфаста у 1845 році, і асоціювався з відкритими в той самий час Королівським коледжем у Корку, Королівським коледжем у Галвей, який був частиною Королівського університету в Ірландії — заснованим для заохочення здобуття вищої освіти католиків та пресвітеріан та як аналог Коледжу Триніті в Дубліні, який згодом був перетворений в англіканський інститут. Королівський коледж Белфаста відкрився в 1849 році. Головна будівля, Ланьйон, була спроектована англійським архітектором Сером Чарльзом Ланьйоном. На момент відкриття там працювало 23 професори та 343 студенти. Деякі з перших студентів QUB здавали екзамени Лондонського університету.

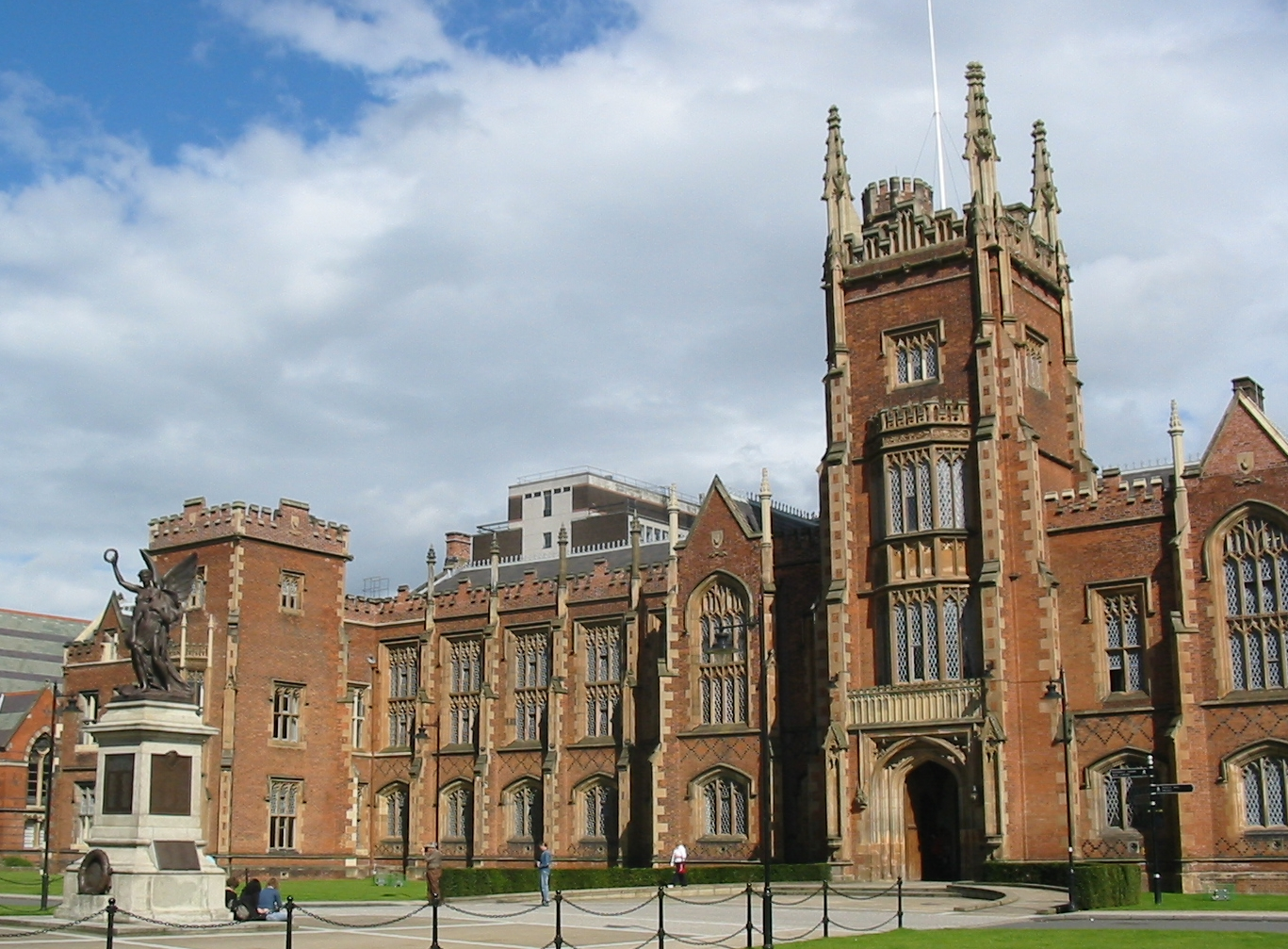
Меморіал війні та головний вхід

Закон про ірландські університети 1908 розпустив Королівський університет Ірландії, перейменувавши його на Університет королеви Ірландії та створив два окремі університети — теперішній Національний університет Ірландії та Королівський університет Белфаста.

### Парламентське представництво
Університет був єдиним з 8 у Сполученому Королівстві, який займав парламентське крісло в Парламенті Сполученого Королівства у Вестмінстері до скасування цього права 1950 року. Також університет мав представництво в Парламенті Ірландії з 1920 по 1968 рік, де випускники займали 4 виборчі місця.

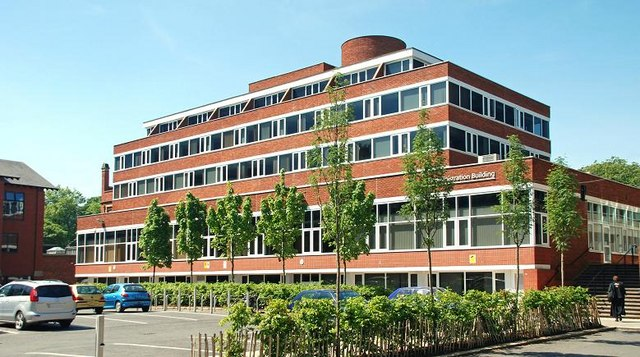
Адміністративний будинок

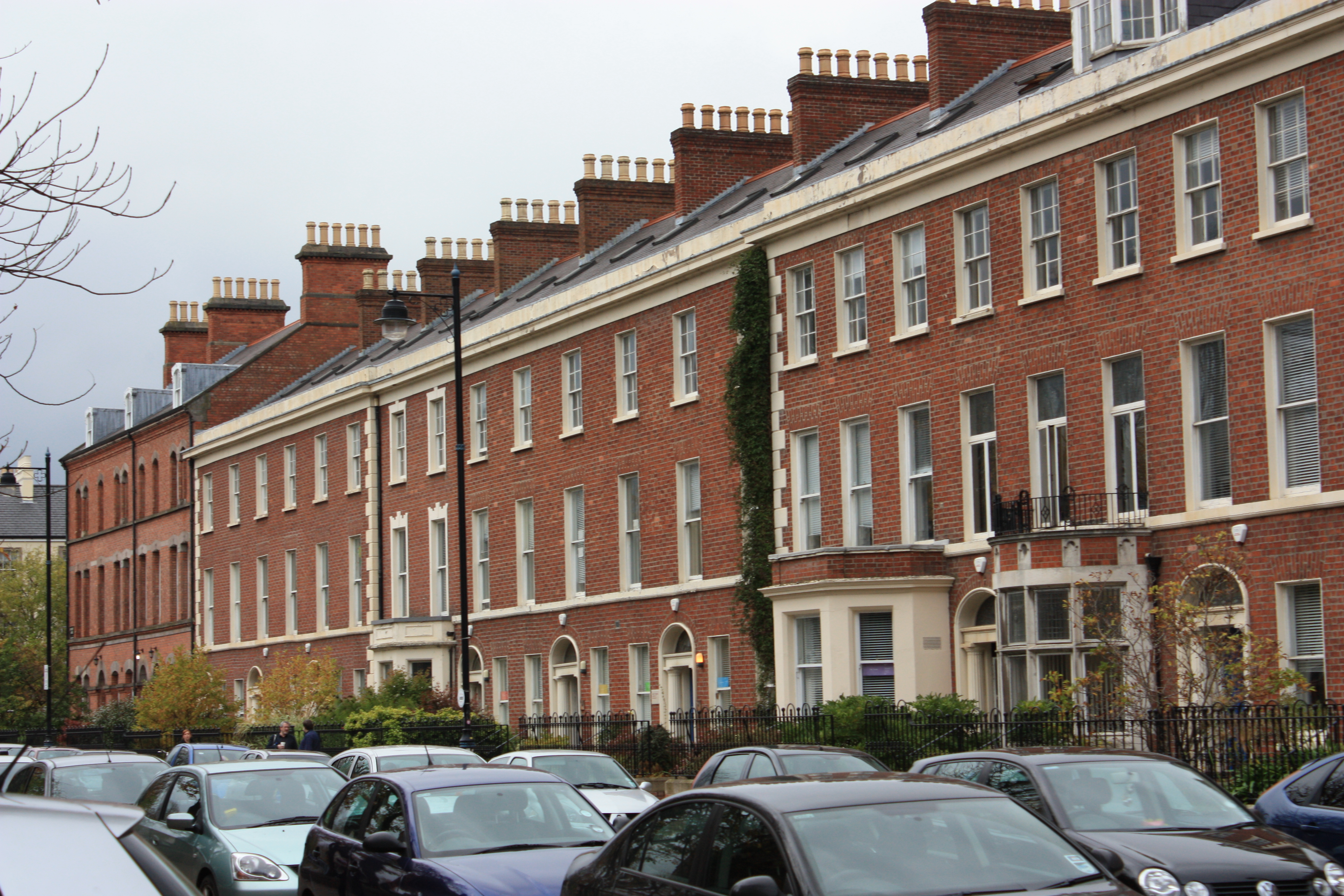
Університетські будівлі

До головного входу університету (недалеко від центру Белфаста) примикає 2 університетські коледжі: коледж Святої Марії та Станміліс, обидва розташовані в Белфасті. Хоча ці коледжі пропонують широкий вибір наукових ступенів, вони, в першу чергу, навчають тих, хто хотів би стати педагогом. Університет має офіційні домовленості з іншими коледжами Північної Ірландії та керує декількома проектами в сільських місцевосцях.
Оскільки університет асоціюється в першу чергу з університетським містечком, його споруди є насправді розміщені на багатьох вулицях у південній частині Белфаста, більшість з них зосереджено на вулиці Університетській, Університетському Сквері та вулиці Странміліс. Інші відділи (факультети) розташовані набагато далі.
20 червня 2006 року в університеті була оголошена інвестиційна програма у розмірі 259 мільйонів фунтів, яка зосереджувалася на факультетах, кадрових питаннях та дослідженнях. Одним із результатів цієї програми стала нова університетська бібліотека, яка відкрилася у липні 2009 року.
У червні 2010 року університет оголосив запуск Ансінського міжнародного дослідження вартістю 7,5 мільйонів спільно з Seagate Technologies.
Університет є одним з найбільших роботодавців у Північній Ірландії, з кількістю працівників близько 3903, 2414 з яких є членами цього вищого навчального закладу, пов'язані з ним або ж є представниками дослідницької групи університету, а 1489 — працівниками адміністрації.

### Факультети та школи
Вчені університету поділені на 20 шкіл на основі 3 факультетів. Кожна школа працює як основна адміністративна одиниця університету, а школи зосереджуються на освіті та дослідницькій роботі відповідних предметів певної галузі.

### Інституції
Декілька інститутів також співпрацюють з Королівським університетом. Інститут професійної юриспруденції, що розташований недалеко від головного корпусу університету, пропонує навчання для юристів, аби дозволити їм пройти практику прокурора або адвоката в Північній Ірландії, Уельсі та Республіці Ірландії.
Інститут технологій складається з декількох коледжів з християнським нахилом, включаючи католицький інститут Святої Марії, Об'єднаний технічний коледж, Белфастський біблійний коледж, так само як і баптистський та методистський коледжі Белфаста. В усіх коледжах навчають за програмами з технічним нахилом від університету. Університет може надавати технічний ступінь, але не може викладати.
ECIT (Інститут електроніки, комунікацій та інформаційних технологій) заснований 2003 року при Школі електроніки, електронної інженерії та комп'ютерних наук при Королівському університеті Белфаста.
Інститут глобального захисту їжі базується на королівському університеті Белфаста. Інститут вміщає в себе зручно влаштовані сучасні лабораторії, проводить дослідження у різноманітних сферах, від ґрунту та рослин до харчової безпеки. З того часу, як відкрився перший інститут Об'єднаного Королівства харчування та використання ґрунтів у 2006 році, робота університету була визнана у світі високоякісною як у дослідженнях, так і в навчанні. Згодом Інститут почав більше концентруватися на поглибленому вивчення суті власних осердь, що призвело до змін та перетворення Інституту в Інститут Глобального захисту їжі. Останній є головною опорою національних та глобальних зусиль, спрямованих на постачання населенню світу безпечної, надійної та високоякісної їжі.

### Пріоритети та репутація
Королівський університет Белфаста у листопаді 2006 року визнаний Расельською групою Об'єднаного королівства як університет поглиблених досліджень.

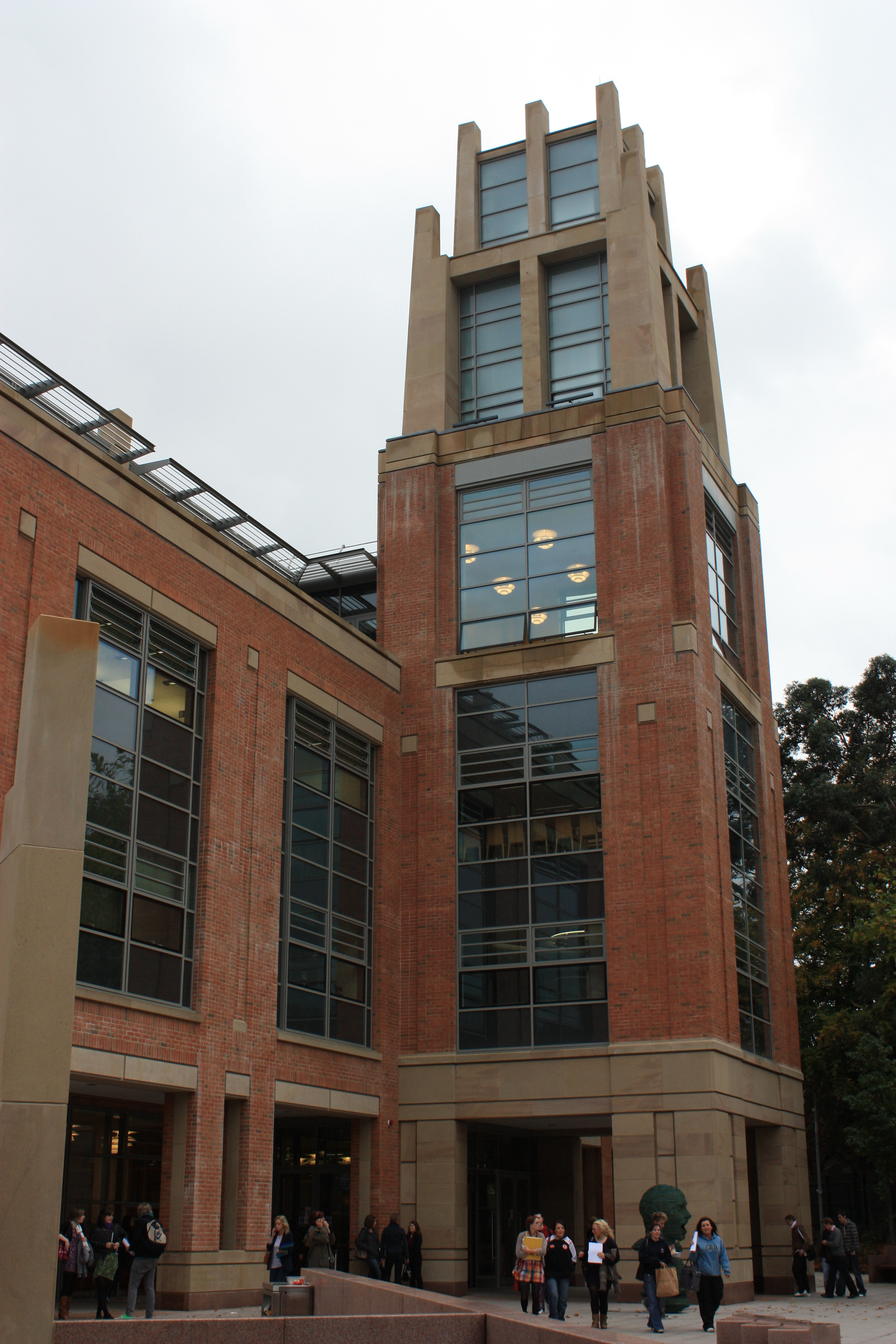
Бібліотека QUB McClay

### Вступна кампанія і студенти
«The Sunday Times» охарактеризував вступну кампанію університету як «одну з найбільш всеохопних у Британії та Північній Ірландії». 99,5 % вступників є випускниками державних шкіл, але це здебільшого пояснюється нестачею приватних шкіл у Північній Ірландії.
У 2009—2010, кількість студентів сягала 22 705, 17 210 з яких були першокурсниками, а 5 495 — аспірантами. Що ж до першокурсників, 16 575 із них — британці, 340 приїхали з різних країн Європейського союзу, а 295 — з інших країн не членів ЄС. 3 995 аспірантів університету є з Британії, 840 — з країн ЄС, 665 — з інших країн світу, здебільшого з Китаю, Індії, Малайзії, Сінгапуру та Гонконгу. Також 2 250 студентів є вихідцями з коледжів Святої Марії та Станмілісу.
Королівський університет був заснований як анти сектантська інституція, метою якої було залучення як протестантів, так і католиків. Незважаючи на те, що університет не публікував інформацію про релігійну приналежність своїх студентів, Руперт Тефлор, який провів власне дослідження університету у період конфлікту в Північній Ірландії доводив у статті 1988 року протилежне: « Хоча у минулому, особливо перед Другою світовою війною, католиків була меншість, зараз ситуація дуже змінилася». Тейлор посилається на дату, показуючи, що католицька парафія серед першокурсників зросла від 21,9 % до 27,4 %. Наприкінці 1990-х, 54 % студентів Королівського університету були католиками, порівнюючи з 48 % Ірландського населення віком від 18 до 25 років. Зростаюча кількість католиків серед студентської громади пояснюється тим, що протестанти середнього класу поступають до університетів Великої Британії, а не Північної Ірландії.
У 2009 році, Королівський університет підписав партнерство спільного підприємства з INTO University INTO, створивши INTO Королівський університет Белфаста. INTO центр базується на університеті та забезпечує міжнародних студентів, які хочуть навчатися в Університеті безкоштовним роком навчання.

## Студентське життя

### Студентська спілка

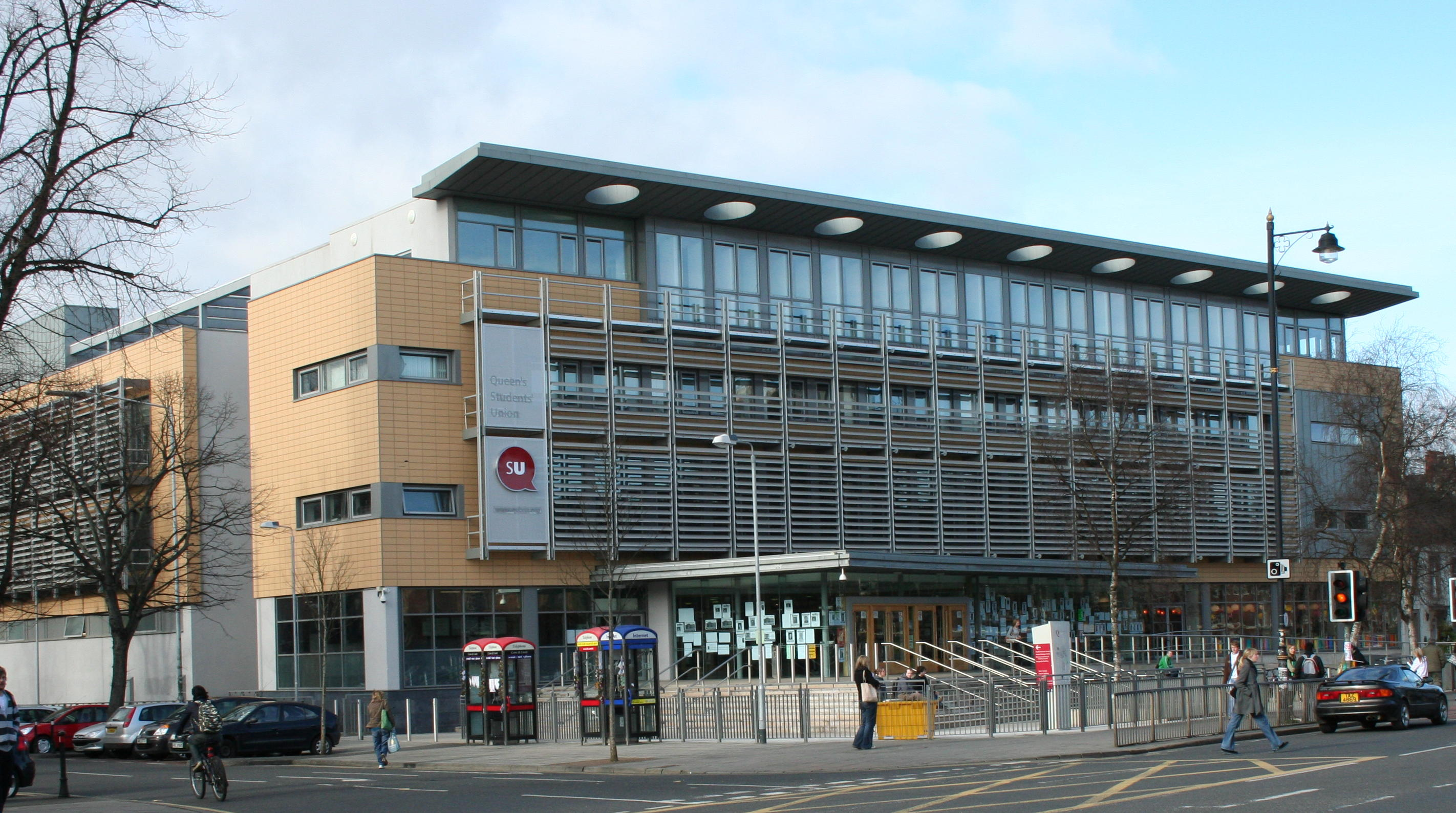
Будівля студентської спілки

Студентська спілка Королівського університету знаходиться на протилежному боці будівлі Ланьйон на Університетській вулиці. Їй було надано університетський статус. Усі студенти університету автоматично зараховуються членами спілки, роблячи її однією з найбільших спілок серед усіх університетів Ірландії та Великої Британії. Спілку контролює Уповноважена студентська рада(яку обирають кожного року, у жовтні на факультативних засадах). Виконавча рада, яка обирається у березні, керує роботою Спілки спільно з декількома працівниками університету. 

#### Спілка послуг
Студентська спілка пропонує ряд послуг, згідно з її оновленням у березні 2007 року, коли у спілку було вкладено 9 мільйонів фунтів для реорганізації. Серед наявних послуг: Інформаційний центр з штатними працівниками, які допоможуть у різноманітних спірних питаннях, зокрема з фінансовими проблемами, проживанням та добробутом. Комерційний сервіс, забезпечений Спілкою, включає в себе магазин, їдальню та кавові машини. У будівлі функціонують 4 зали, у найбільшому з яких — Мандела щороку проводиться величезна кількість як концертів, так і студентських вечірок. 

#### Гуртки та об'єднання
Студентська спілка організувала близько 50 спортивних клубів та більше 100 гуртків, не пов'язаних зі спортом. Тому кожен має право змагатися за щорічний грант від Університету. Найстарша організація університету — бібліотечна та наукова організація, яка спрямовує свою роботу на політичні, культурні та соціальні дебати, які стосуються життя Північної Ірландії. Засноване у 1850 році Едвіном Лауренсом Годкіном об'єднання було вельми успішним та представили одних з найвидатніших ораторів Північної Ірландії. Будинок біля річки, який належить університету, надає притулок Човнярському клубу університету та Белфастському жіночому човнярському клубу, які розташовані на річці Леган біля Станмілісу. 

### Проживання
Університет забезпечує житлом як першокурсників, так і аспірантів, проте через невелику площу Північної Ірландії, багато студентів живуть вдома та добираються до університету. У 2005 −2006 роках 36 % студентів університету жили у приватних помешканнях Белфаста, 29 % жили з батьками або опікунами, 20 % — у приватних помешканнях за межами Белфаста, 10 % жили в університетських гуртожитках.
Університет пропонує житло у спеціальному «студентському містечку», яке називається Елмс. У ньому розташований зал та магазин. Елмс знаходиться на вулиці Мелон, на південь від головного корпусу, так як і будинки у Північному Белфасті, включаючи Сади коледжу і Mount Charles.

### Культурне життя
Університет приймає щорічний Белфастський фестиваль королеви та Белфастський кінематографічний фестиваль. У 2007 році університет проводив Студентський фестиваль драм. Белфаст також приймає театральні фестивалі . У 2008 році Нагтонська галерея була нагороджена за відмінне та прогресивне мистецтво Times Higher Award. З 2001 року у будівлі Лайона знаходиться неймовірна скульптура задумливого Галілео, створена Піо Феді.

## Візуальна ідентичність
Графічна ідентичність, яка включає в себе логотип, була створена у 2000 році Лойдом Норсовером, британські консультаційні послуги надані британським графічним дизайнером Джоном Лойдом та Джимом Норсовером. 

## Визначні випускники та академіки

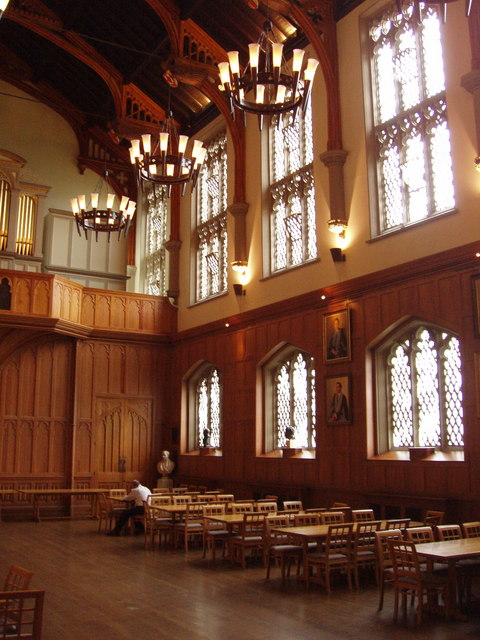
Великий зал

Університет має велику кількість визначних випускників, включаючи президента Північної Ірландії Мері Макеліс. Нобелівські лауреати — поет Шеймас Гіні, політик Девід Трімбл. Діючий прем'єр-міністр Північної Ірландії — лорд Фолкнер Довнпатрік, судді Північної Ірландії — лорд Хаттоном та лорд Керром, суддя Великої Британії, який є єдиним із суддівської колегії без оксфордської освіти.
Іншими відомими випускниками є поет Пауль Мілдон, актори Ліам Нісон, Ціліан Кузінс, Сімон Келоу.

## Співпраця з іншими університетами
Королівський університет Белфаста бере участь у програмі Європейського союзу Еразмус, яка дозволяє студентам навчатися певний час в університетах Австрії, Фінляндії, Ісландії, Португалії, Бельгії, Франції, Італії, Словаччини, Болгарії, Німеччини, Нідерландів, Іспанії, Чехії, Греції, Норвегії, Швеції, Данії, Польщі та Швейцарії. Королівський університет також є частиною Утрехтської мережі, який працює з метою інтернаціоналізації вищої освіти. Університет також проводить програми обміну з університетом Ньюкасла, університетом Тасманії в Австралії та 2 університетами Канади: Королівським університетом у Кінгстоні, Онтаріо та університетом Альберта, у Едмонтоні, штат Альберта. Університет також є членом організації TIME (Top Industrial Managers for Europe). 
Королівський університет також бере участь у ініціативі Британської ради щодо підприємницької освіти. Згідно з цією ініціативою, студенти мають можливість поїхати у США для вивчення бізнесових дисциплін.